# Boodes
Bodo of Boodes (Grieks: Βοώδης) was een Carthaagse senator. Hij nam deel aan de Eerste Punische Oorlog (264–241 v. Chr.) en leidde de vloot die door Hannibal Gisco uitgezonden werd om de Romeinse vloot te overvallen. In de daarop volgende Slag bij de Liparische eilanden (260 v.Chr.) overwon hij de Romeinen, veroverde al hun schepen vrijwel onbeschadigd en nam de Romeinse bevelhebber, consul Gnaeus Cornelius Scipio Asina, gevangen.